# XMLGUI
XMLGUI é um framework do gerenciador de janelas KDE com a finalidade de implementar funcionalidades do padrão XML para aplicativos.
Com o uso deste framework, o programador pode implementar várias ações, como por exemplo: abrir um arquivo/ficheiro e fechar o aplicativo. Cada ação pode ser associada a inúmeros outros recursos como: ícones, textos explicativos e barra de ferramentas.
O XMLGUI é útil também para o KParts (um componente de programação da interface do KDE). O gerenciador de arquivos Konqueror é um exemplo clássico do uso desta funções.